# Жардецький Венчеслав Сигизмундович
Венчеслав Сигизмундович Жардецький (16 квітня 1896, Одеса — 21 жовтня 1962, Елкінс (Західна Вірджинія, США) — науковець у галузі астрономії, небесної механіки та геофізики (США).

## Біографія
Навчався у Новоросійському (Одеському) університеті. Перед юним Венчеславом був вибір: музика (мав абсолютний слух і був талановитим піаністом) чи математика? Перемогла остання. На університетському фізико-математичному факультеті юнака захопила астрономія (був залишений при університеті для підготовки до професорського звання). Працював в Одеській обсерваторії під керівництвом О. Я. Орлова, а потім був запрошений до Пулковської в Петрограді.
Події перевороту та громадянської війни в Росії різко змінили долю майбутнього вченого. Під час відпустки в зайнятій білогвардійцями Одесі 1920 року у зв'язку з наступом «червоних» він вирішує емігрувати в Югославію. У Белграді був організований Російський науковий інститут, який надавав можливість іноземним вченим продовжувати свою дослідницьку діяльність. До того ж ректором Белградського університету був А. Білімович, якого В. Жардецький знав по Одеському університету (не виключено, що вони разом залишили Одесу). 1929 року молодий вчений захистив дисертацію і став доктором філософії.
Під час ІІ-ї Світової війни професор В. Жардецький залишив університетську кафедру й вів наукові дослідження в домашніх умовах.
Після війни переїхав до Австрії і працював професором Грацького університету, потім був директором Інституту фізики та астрономії, читав лекції у Вищій технічній школі Граца.
1949 року В. Жардецький відкрив нову сторінку свого життя — емігрував до США в Нью-Йорк і почав працювати в Ламонтській геологічній обсерваторії Колумбійського університету.

## Творчий доробок
Як науковець-астроном В. Жардецький є автором наукових видань «Гідромеханіка» (1933), «Теоретична фізика» (1940), «Поширення хвиль у тонких шарах» (у співавторстві).
Найбільших успіхів досяг, вивчаючи теорію зонального обертання Землі, яка пояснює міграцію континентів. В. Жардецький є автором теорії, що не Американський континент, як вважалося, дрейфує на захід, а навпаки Євразійський рухається на схід. Праця вченого «Математичні дослідження еволюції Землі» (1935) спростувала гіпотезу про тектонічне переміщення материків сформульовану 1912 року німецьким геофізиком Альфредом Вегенером. На Міжнародному конгресі математиків (Кембридж, Массачусетс) 1950 року В. Жардецький доповів про свої нові дослідження міграції континентів. Також він виклав свої переконливі аргументи в статті «Періодичні полярні рухи і деформація земної кори» (1962). Підсумки своїх досліджень у галузі небесної механіки вчений виклав у монографії «Теорія фігур небесних тіл» (Нью-Йорк, 1958).